# Alphard Island
Alphard Island ist eine Insel, die nördlich von Shaula Island in der Inselgruppe Øygarden vor der Küste des ostantarktischen Kemplands liegt.
Norwegische Kartografen erfassten sie anhand von Luftaufnahmen, die bei der Lars-Christensen-Expedition 1936/37 entstanden. Die erste Anlandung unternahm 1954 die Mannschaft um den australischen Geodäten Robert George Dovers (1921–1981) im Rahmen der Australian National Antarctic Research Expeditions. Die Australian Nature Conservation Agency benannte sie nach dem Stern Alphard, der in der Umgebung der Insel als Fixpunkt für Vermessungsarbeiten diente.